# Barraca de camp (Gaià)
La Barraca de camp és una obra de Gaià (Bages) inclosa a l'Inventari del Patrimoni Arquitectònic de Catalunya.

## Descripció
Barraca de planta quadrada i feta amb material de pedra i coberta a dues aigües feta de pedra, fusta i sorra. Orientada al sud.

## Història
La barraca està orientada al sud en un camp sense conrear. Possiblement fou utilitzada per guardar les eines. A uns 50 metres hi ha el mas de la Rierola.